# Lotte Rühlemann
Charlotte Gertrud Rühlemann (* 24. September 1891 in Leipzig; † 1967 in Heidelberg) war eine deutsche nationalsozialistische Funktionärin. Sie war Gaufrauenschaftsleiterin in Sachsen.

## Leben
Lotte Rühlemann gehörte dem Deutschvölkischen Schutz- und Trutzbund an. Als dieser aufgelöst wurde und 1926 in Leipzig eine nationalsozialistische Frauengruppe gebildet wurde, bemühte sich Rühlemann um Übernahme früherer Bundesmitglieder. Sie war bereits zum 18. August 1925 der NSDAP beigetreten (Mitgliedsnummer 13.801). 1932 wurde sie Gaufrauenschaftsleiterin im Gau Sachsen. Nach der Machtergreifung der Nationalsozialisten im Deutschen Reich wurde sie im Juni 1933 zur Kommissarin für die Deutsche Frauenfront, Gau Sachsen, ernannt. Ihr Dienstsitz befand sich in Leipzig, Ludendorffstraße 14. Daneben war sie Leiterin des Deutschen Frauenwerkes in Sachsen.
1945 geriet Rühlemann in sowjetische Haft und verbrachte mehrere Jahre im Speziallager Bautzen. Im Rahmen der „Waldheimer Prozesse“ wurde sie 1950 zu einer Freiheitsstrafe verurteilt, die sie bis 1955 in Waldheim und Hoheneck absaß. Danach flüchtete sie in die Bundesrepublik und arbeitete in Heidelberg im vormals erlernten Beruf als Krankenschwester.